# Nama retrorsum
Nama retrorsum är en strävbladig växtart som beskrevs av Howell. Nama retrorsum ingår i släktet Nama och familjen strävbladiga växter. Inga underarter finns listade i Catalogue of Life.